# Großes Springkraut
Das Große Springkraut (Impatiens noli-tangere), auch Echtes Springkraut, Rühr-mich-nicht-an, Wald-Springkraut oder Altweiberzorn, ist der einzige Vertreter der Gattung Springkräuter (Impatiens), der ursprünglich in Mitteleuropa vorkommt, also kein Neophyt ist wie die anderen hier mittlerweile heimischen Arten. Das Epitheton noli-tangere ist verkürzt aus vorlinnéischem „Noli me tangere“, was „Rühr mich nicht an“ bedeutet.

## Beschreibung

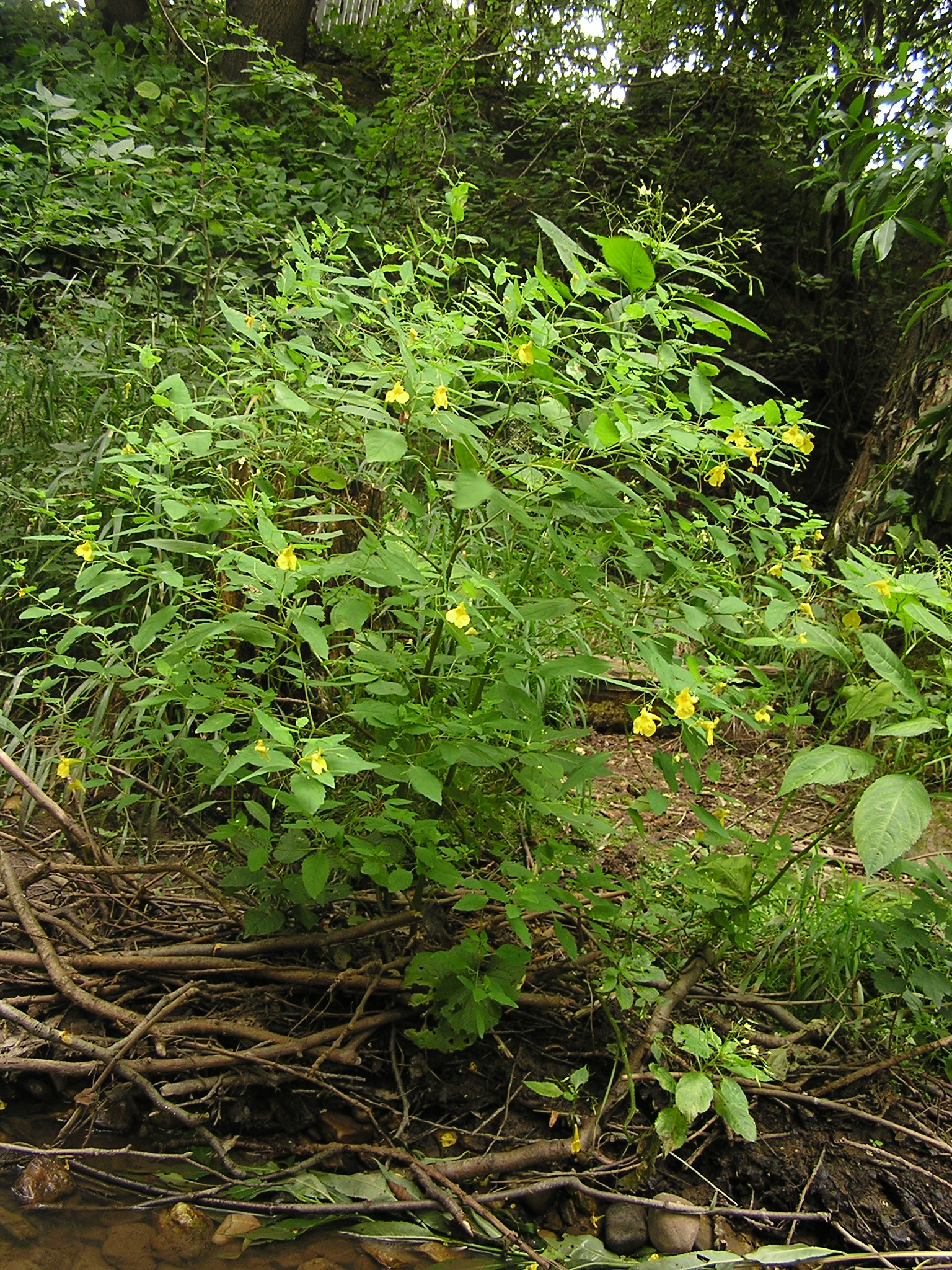
Großes Springkraut

Die einjährige, krautige Pflanze erreicht Wuchshöhen von 30 bis 70 (bis 100) Zentimetern. Der saftige Stängel ist an den Knoten aufgeschwollen. Er ist im unteren Teil einfach, im oberen Teil ästig. Die Blätter sind wechselständig, gestielt, eiförmig bis eilänglich, spitzig, am Grund keilförmig und grob gesägt-gezähnt. Die oberen Laubblätter sind meist kleiner als die unteren und haben an jeder Seite 7 bis 16 (bis 20), meist stumpfliche Zähne.
In den Achseln der oberen Blätter hängen je ein bis vier gestielte Blüten. Die zwittrigen, goldgelben, zygomorphen Blüten werden (15 bis) 20 bis 35 mm lang. Die Anzahl der Kelchblätter ist 3, zwei fehlen, die beiden vorderen sind zu Schüppchen verkleinert. Das hintere Kelchblatt ist sehr groß, 2,5 bis 3 Millimeter lang, gelb mit rötlichen Punkten, mit gekrümmtem Sporn. Von den 5 Kronblättern ist das obere, nierenförmige kleiner und bedeckt die übrigen größeren. Die seitlichen und die hinteren Kronblätter sind paarweise miteinander verbunden und innen braunrot punktiert. Die 5 kurzen Staubfäden sind oben miteinander verwachsen, die verwachsenen Staubbeutel sind herzförmig. Der oberständige Fruchtknoten besteht aus 5 miteinander verwachsenen Fruchtblättern. Die Narbe ist geteilt mit sehr kurzem Griffel. 
Die Frucht ist eine walzliche bis schmal-eiförmige, rippige und vielsamige, fleischige, lokulizidale Kapsel; sie ist 15 bis 25 Millimeter lang und grün oder braun gestreift
Blütezeit ist von Juli bis August.
Die Chromosomenzahl beträgt 2n = 10 oder 40.

## Ökologie
Die einjährige Pflanze ist ein sehr produktiver Flachwurzler und eine ausgesprochene Schattenpflanze. Ihre Blätter sind durch einen Wachsüberzug unbenetzbar. Der Blattrand ist mit Wasserspalten, sogenannten Hydathoden ausgestattet, an denen vor allem morgens Tropfen zu finden sind. Diese Wasserabscheidung wird als Guttation bezeichnet. Die Stängel sind saftig und durchscheinend, so dass die Leitbündel gut zu sehen sind. Die Blätter sind mit extrafloralen Nektarien versehen und besitzen ein Gewebe mit Oxalatkristallen, sogenannten Drusen, das vermutlich dem Fraßschutz dient. Die Art ist frostempfindlich und geht nach den ersten Frösten zugrunde; sie ist damit ein sogenannter Frostlochzeiger.

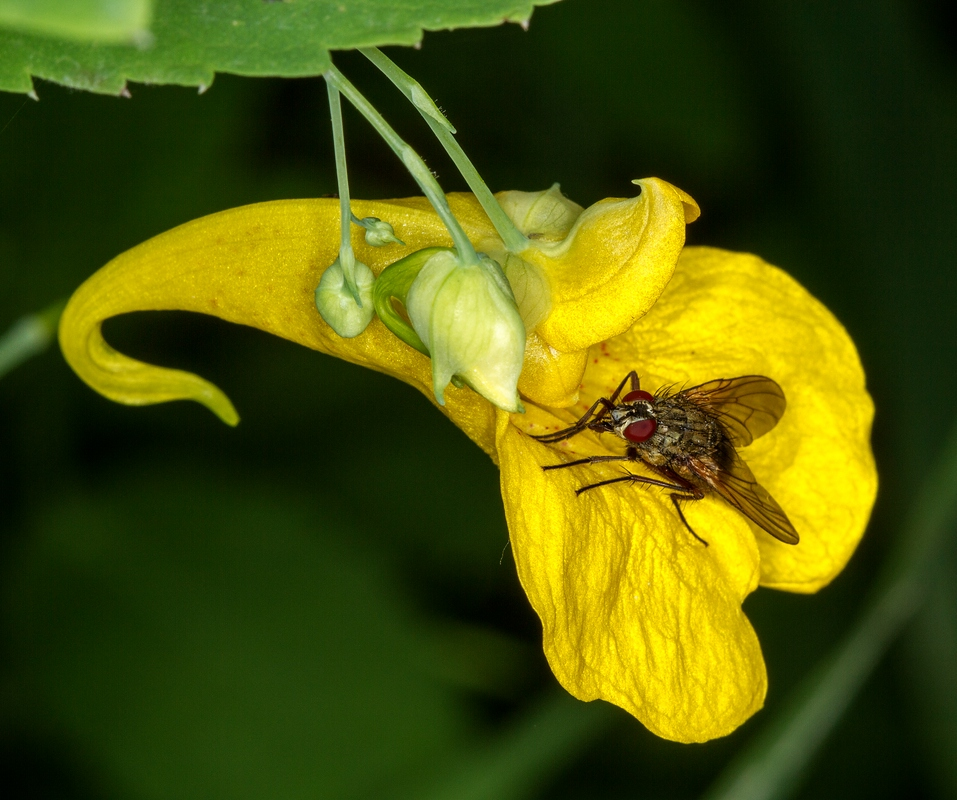
Blüte

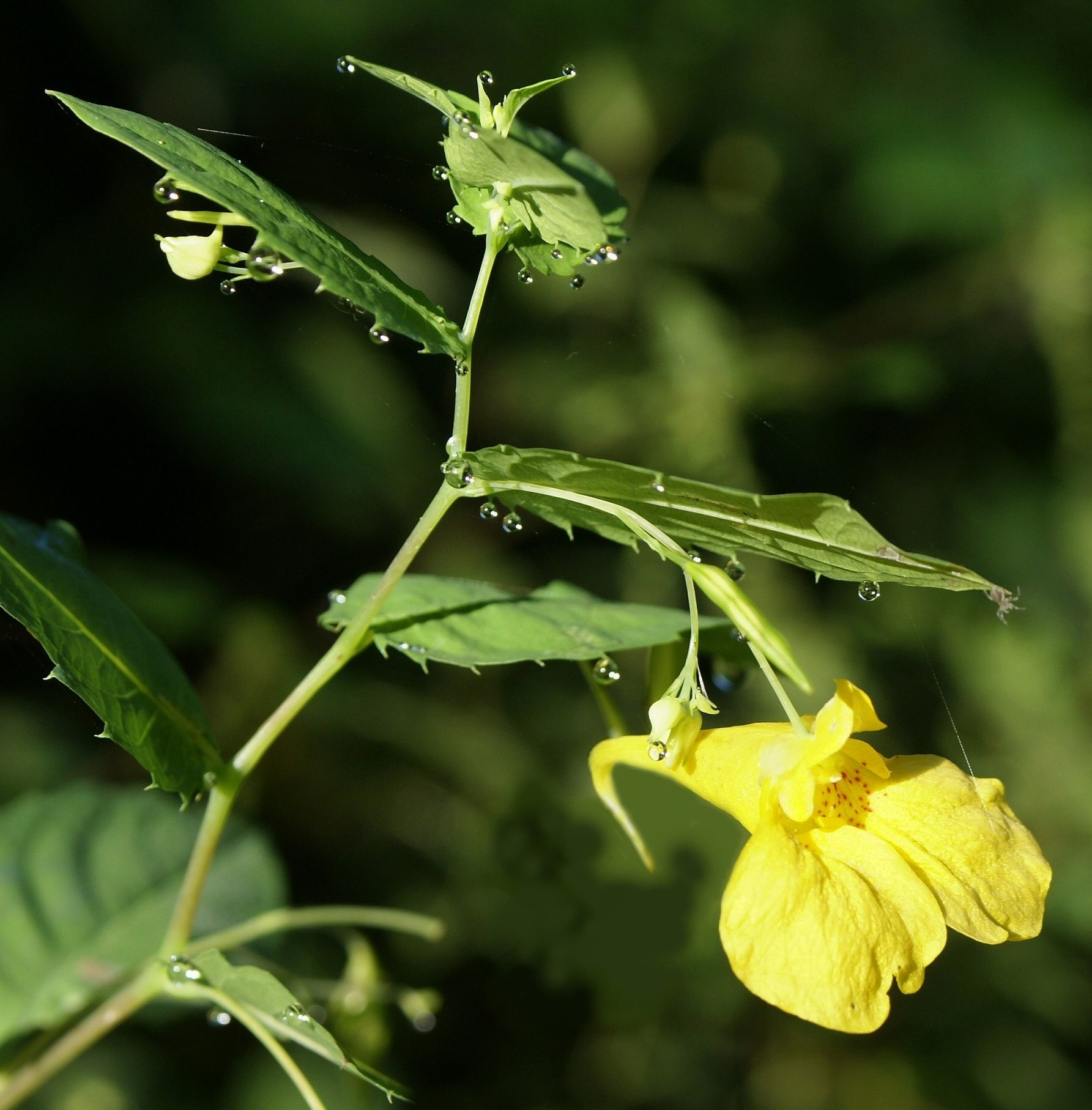
Großes Springkraut mit Guttationströpfchen an Blatträndern

Die Blüten sind ausgesprochen vormännliche, hängende „Rachenblumen“. Der Sporn ist mit Nektarien ausgestattet und dient als sogenannter Safthalter. Die Staubblätter sind zu einer Röhre verwachsen und der Pollen ist durch Fäden miteinander verbunden. Die Narbenentwicklung beginnt erst nach dem Abfallen der Staubbeutel. Bestäuber sind Hummeln und andere Bienenverwandte. Neben den gewöhnlich auftretenden großen Blüten finden sich manchmal auch bedeutend kleinere, etwa 2 Millimeter lange kleistogame Blüten, die einer geschlossenen Knospe ähneln. Spontane Selbstbestäubung erfolgt in diesen winzigen, geschlossen bleibenden Blüten.
Die Fruchtkapseln sind durch Zellsaftdruck gespannt und reißen bei Berührung an vorgebildeten Nähten blitzschnell auf. Dabei werden die Samen bis über drei Meter fortgeschleudert (Explosionsfrüchte), siehe Saftdruckstreuer und Ballochorie. Fruchtreife ist von August bis Oktober.

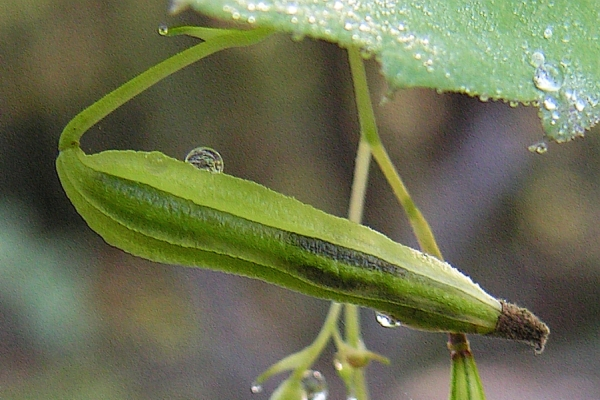
Frucht

Das Kraut wird von Hirschen und Rindern gefressen.

## Vorkommen
Vorwiegend eurasiatische Verbreitung von den Britischen Inseln und den Pyrenäen ostwärts bis zum Pazifik, darüber hinaus im westlichen Nordamerika.
Als Standort werden schattig-feuchte bis nasse Waldstellen, Schluchtwälder, Auwälder, Bachränder bis in Höhenlagen von 1300 m NN bevorzugt. Die Art wächst in Mitteleuropa auf sickerfeuchten oder sickernassen, nährstoffreichen, mäßig sauren bis milden, humosen, gut durchlüfteten Lehm- oder Tonböden, auch auf Gleyböden oder sickerfeuchten Braunerden. Sie ist eine Charakterart der Gesellschaften des Verbands Alno-Ulmion, kommt aber auch in frischen Gesellschaften der Verbände Fagion oder Tilio-Acerion vor. Außerhalb des natürlichen Areals steht sie auch in Gesellschaften des Verbands Alliarion. Sie steigt in Südtirol am Monte Baldo bis 1500 Meter Meereshöhe auf.
Die ökologischen Zeigerwerte nach Landolt et al. 2010 sind in der Schweiz: Feuchtezahl F = 4w (sehr feucht aber mäßig wechselnd), Lichtzahl L = 2 (schattig), Reaktionszahl R = 4 (neutral bis basisch), Temperaturzahl T = 3+ (unter-montan und ober-kollin), Nährstoffzahl N = 4 (nährstoffreich), Kontinentalitätszahl K = 2 (subozeanisch).

## Einzelbelege
1. 1 2 3 4 5 6 7 8 9  
Gustav Hegi: Illustrierte Flora von Mitteleuropa. Pteridophyta, Spermatophyta. 2. Auflage. Band V. Teil 1: Angiospermae: Dicotyledones 3 (1) (Linaceae – Violaceae). Carl Hanser bzw. Paul Parey, München bzw. Berlin/Hamburg 1966, ISBN 3-489-72021-0, S. 314–317 (unveränderter Nachdruck von 1925 mit Nachtrag).
2. 1 2 3 4  
Erich Oberdorfer: Pflanzensoziologische Exkursionsflora für Deutschland und angrenzende Gebiete. 8. Auflage. Verlag Eugen Ulmer, Stuttgart 2001, ISBN 3-8001-3131-5. Seite 649.
3. ↑  Hatcher,
Paul E.: Impatiens noli-tangere L. Journal of Ecology, Band 91, Nr. 1, 2003, S. 147–167, Absatz IV (A) doi:10.1046/j.1365-2745.2003.00741.x
4. ↑  Markov, M.V.: Population biology of touch-me-not Impatiens noli-tangere L. Soviet Journal of Ecology, Band 22, 1991, S. 12–20.
5. ↑  
Impatiens noli-tangere L. In: Info Flora, dem nationalen Daten- und Informationszentrum der Schweizer Flora. Abgerufen am 23. Oktober 2022.